# Голошубин, Иван Степанович
Иван Степанович Голошубин (Иоанн Голошубин, 6 января 1866 — 29 ноября 1922) — тобольский священник (1888—1913, запрещён в служении), прозаик, этнограф и краевед. Автор-составитель известного и востребованного историками и краеведами труда «Справочная книга Омской епархии» (Омск, 1914).
Под псевдонимом «Поп Расстрига» известен как автор сатирических рассказов о духовенстве.

## Биография
Родился 6 января 1866 года в г. Тобольске в семье отставного унтер-офицера.
В 1888 году по второму разряду окончил Тобольскую духовную семинарию.
Рукоположён в сан священника 20 июля 1888 года. Вначале служил в Тобольской и Сибирской епархии.
С июля 1888 года — священник Иоанно-Богословской церкви села Спорновское Тобольской губернии.
С февраля 1891 года — священник Богородице-Рождественской церкви в Берёзовом и благочинный городских и окружных церквей.
4 августа 1892 года определён настоятелем Воскресенского собора в Берёзовом.
Выполнял обязанности наблюдателя по церковно-приходским школам Березовского округа Тобольской и Сибирской епархий.
Переведён в Омскую епархию, служил в сёлах Тюкалинского уезда Тобольской губернии — Сыропятское и Новоселье.
С 1902 года собирал русский народный фольклор. Сотрудничал с Тобольским губернским музеем, участвовал в пополнении его библиотеки, собирал материалы для составления этнографического описания «инородческого» края, писал статьи по краеведению, публиковался в Ежегоднике Тобольского губернского музея под псевдонимом Иван Шамаев.
Последнее место службы священником — село Новоселье Тюкалинского уезда Тобольской губернии.
Указом Омской духовной консистории от 8 июля 1913 года «за неуважительное отношение к святейшему Синоду и епархиальному Епископу Иоанну» ему было запрещено в «священнослужении и рясо- и крестоношении», был отрешён от места и определён псаломщиком. В очерках М. К. Юрасовой упомянуто, что сана Голошубин был лишён «за дерзкую выходку, допущенную по отношению к протоиерею отцу Восторгову».
Служил псаломщиком в посёлке Ключи Барнаульского уезда Томской губернии. 7 октября 1913 года отчислен от должности «в связи с переходом на службу в Полоцкую епархию».
В газете «Омский вестник» под псевдонимами поп Расстрига и Иван Шамаев публиковал разоблачительные статьи о пороках священников, озорные рассказы из жизни духовенства Омской епархии в которых разоблачал церковный обман, высмеивал пороки служителей церкви («Конь и всадник», «Бедный монах» и др.).
На 1916 годы был сотрудником газеты «Омский день» где под псевдонимом Дядя Ваня опубликованы его рассказы «Радуйся», «Конёк Горбунок», «Переписка двух кумов».
В 1917—1919 годах преподавал латынь в Омской фельдшерской школе.
Умер 29 ноября 1922 года в Омске.

## Наследие
В газетах «Омский вестник» и «Омский день» под псевдонимами опубликованы рассказы: «Конь и всадник», «Бедный монах», «Радуйся», «Конёк Горбунок», «Переписка двух кумов» и другие.
Творчество И. С. Голошубина (попа Расстриги) как литератора рассматривалась ещё накануне войны в «Учёных записках» Омского пединститута М. И. Юдалевичем., однако так и не известно даже точное число рассказов — в 1995 году В. С. Вайнерман писал, что только в «Омском вестнике» за 1913 год были рассказы П. Разстриги: «Батькин дневник», «Обгулялись», «Пустое дело», «Роковая встреча», «Салоп без воротника», «Портвейн» и другие, а в 1920-21 годах он работал над повестью «У чудесного колодца».

«Шуточные», на первый взгляд, веселые рассказы-анекдоты Голошубина: «Батькин дневник», «Архиерейский рубль», «Эврика», «Хуз- дазат», «По уставу» и другие — повествовали об алчных попах, обиравших, обманывавших и спаивавших мужиков, о церковном обмане, о большой народной нужде.— Мария Клементьевна Юрасова
Но наиболее известен И. С. Голошубин своими этнографическими трудами. В бытность священником публиковался в Тобольских и Омских епархиальных ведомостях, часть из которых представляют краеведческий интерес. Ещё в 1902 году под псевдонимом Иван Шамаев в Ежегоднике Тобольского губернского музея опубликовал работу «Общий тип деревенской свадьбы Тюкалинского уезда». Главный труд Голошубина — «Справочная книга Омской епархии» изданная в 1914 году:

### «Справочная книга Омской епархии»
Решение подготовить «Справочную книгу Омской епархии» было принято епархиальным съездом с целью ознакомления священников с местами, куда они назначены.
В книге описаны в самых разных отношениях населённые пункты Омской епархии по состоянию на 1912—1914 годы.
О каждом селе (центре прихода) в книге даны сведения: когда и кем он основан, сколько в нём жителей, чем они занимаются, указываются ярмарки, магазины, школы, ближайшие к селу пристани, почтовые отделения и цена проезда до них, а также перечисляются деревни и переселенческие посёлки, входящие в приход.
Иногда в описаниях приходов сведения даны с эмоциональной окраской и неформальной оценкой особенностей местной жизни.

### Публикации
Публикации в епархиальных ведомостях:
- От Берёзова до Обдорска: Из путевых записок бывшего благочинного церквей Берёзовского округа // Тобольские епархиальные ведомости. 1895. № 3 — стр. 41-47 ; № 5 — стр. 89-95
- Открытие школы грамоты в деревне Саратовой, прихода село-Серебренской церкви, Тюкалинского округа // Тобольские епархиальные ведомости. № 5 — стр. 96
- Первое моё знакомство в приходе с раскольниками // Тобольские епархиальные ведомости. 1889. № 5 — стр. 89-99
- Присоединение к Православию // Тобольские епархиальные ведомости. 1889. № 6, отд. неофиц.
- Случаи из практики сельского священника // Тобольские епархиальные ведомости. 1889. № 15/16 — стр. 339—343
- Случаи обращения из раскола в Православие // Тобольские епархиальные ведомости. 1889. № 7/8 — стр. 169—171
- О счастии: Вывод из философских теорий и христианской морали // Омские епархиальные ведомости. 1913. № 2 — стр. 20-36

Этнографические работы:
- «Общий тип деревенской свадьбы Тюкалинского уезда» // Ежегодник Тобольского губернского музея № 13 за 1902 год
- Справочная книга Омской епархии / Сост., по поручению 7-го Епарх. съезда, свящ. села Новоселья, Тюкалин. уезда, Иоанн Голошубин. Омск : тип. «Иртыш», 1914. С. 1106

## Память
В 2005 году Историческим архивом Омской области была подготовлена выставочная витрина к 150-летию со дня рождения И. С. Голошубина.

## Комментарии
1. ↑  Этот храм только строился - разрешение епархии было получено в 1887 году, освящение произведено в 1902 году. Здание храма утрачено, последнее упоминание в документах 1956 года. источник
2. ↑  Храм сохранился, отреставрирован в 1995 году — Церковь Рождества Пресвятой Богородицы посёлка Берёзово
3. ↑  Храм был уничтожен в 1938 году